# Hauptausschuß Schiffbau
Der Hauptausschuß Schiffbau, abgekürzt HAS, war ein Ausschuss des Reichsministeriums für Bewaffnung und Munition, dem unter anderem die Planung und Produktion von U-Booten der deutschen Kriegsmarine oblag.

## Neuorganisation der Rüstung
Nachdem der Reichsminister für Bewaffnung und Munition Fritz Todt am 8. Februar 1942 bei einem Flugzeugabsturz ums Leben kam, ernannte Adolf Hitler Albert Speer zu dessen Nachfolger. Im Rahmen der Umorganisation seines Ministeriums richtete Speer 13 Hauptausschüsse zur Steuerung der kriegswichtigen Anforderungsbereiche ein. Auf Speers Vorschlag hin, wurde auch die Marinerüstung in dieses System eingebunden.

## Gründung und Organisation
Der Hauptausschuß Schiffbau wurde im Frühjahr 1942 unter der Leitung von Staatsrat Rudolf Blohm (Blohm & Voss) begründet. Der HAS wurde in Unterausschüsse gegliedert, die verschiedene Schwerpunktbereiche bearbeiteten, wie Handelsschiffbau oder Schiffselektrotechnik. Der Unterausschuss Kriegsschiffbau, der Robert Kabelac unterstand, war in weiterer Untergliederung in Sonderausschüsse für die einzelnen U-Boot-Typen der Kriegsmarine unterteilt. Ab Juli 1942 war Otto Merker, ehemaliger Direktor der Magiruswerke, Leiter des HAS. Ein Jahr später definierte der Gemeinschaftserlass vom 22. Juli 1943 von OKM (Oberkommando der Kriegsmarine) und des Reichsministeriums für Bewaffnung und Munition die Aufgaben des HAS neu. In der Folge wurde der Ausschuss umgebildet, dem Rüstungsministerium unterstellt und mit der Durchkonstruktion und Fertigungsplanung der Schiffsbau-Projekte und Reparaturaufträge der Kriegsmarine sowie mit deren Steuerung und der Koordination der Betriebsstätten betraut. Die Wahrnehmung der nun zahlreicheren Aufgaben des HAS erfolgte teilweise durch zentrale Konstruktionsbüros. Die Durchkonstruktion und Fertigungsplanung der U-Boot-Projekte übernahm das Ingenieurbüro Glückauf in Halberstadt und Blankenburg.

## U-Boot-Bauprogramm ab 1943
Ab Sommer 1943 war der HAS unter anderem im Rahmen des neuen U-Boot-Bauprogramms für die Fertigung der U-Boote des neuen Typs XXI zuständig. Die Merkmale der sogenannten „Elektro-Boote“ des Typ XXI waren – im Gegensatz zu den Vorgängermodellen – hauptsächlich auf die Unterwasserfahrt abgestimmt.  Diese U-Boot-Klasse war der erste Schritt vom „Tauch-Boot“ zum „reinen“ U-Boot.  Der Hauptausschuß Schiffbau gestaltete dementsprechend die Entwurfspläne um, organisierte dann den Bau dieser Boote in Sektionsbauweise und koordinierte schließlich die Zuliefererbetriebe.